# 魚住孝至
魚住 孝至（うおずみ たかし、1953年(昭和28年)4月11日 - ）は、日本の倫理学者、放送大学特任教授。専門は日本思想、実存思想、身体文化。

## 略歴
兵庫県生まれ。
- 1978年 東京大学文学部倫理学科卒
- 1983年 東京大学大学院人文科学研究科博士課程単位取得満期退学[2]。
- 1984年 国際武道大学（専任講師、助教授、教授）
- 2004年2月18日 「宮本武蔵 日本人の道」で博士（文学）。
- 2014年 放送大学教授
- 2023年 放送大学特任教授

## 著書
- 『宮本武蔵 日本人の道』（ぺりかん社） 2002
- 『宮本武蔵 「兵法の道」を生きる』（岩波新書） 2008
- 『芭蕉最後の一句 生命の流れに還る』（筑摩選書） 2011
- 『武道と日本人 世界に広がる身心鍛練の道』（青春出版社、青春新書） 2019
- 『武道』（山川出版社、日本の伝統文化6） 2021
- 『『おくのほそ道』新考』（筑摩書房） 2025

放送大学教材
- 『道を極める 日本人の心の歴史』（放送大学大学院教材、放送大学教育振興会） 2016
- 『哲学・思想を今考える 歴史の中で』（放送大学大学院教材、放送大学教育振興会） 2018、改訂版2023
- 『文学・芸術・武道にみる日本文化』（放送大学大学院教材、放送大学教育振興会） 2019
- 『日本文化と思想の展開－内と外と』（放送大学大学院教材、放送大学教育振興会） 2022

### 編纂
- 『戦国武士の心得 『軍法侍用集』の研究』（古川哲史監修、羽賀久人共校注、ぺりかん社） 2001
- 『定本五輪書』（宮本武蔵、校注・著、新人物往来社） 2005／新編『宮本武蔵「五輪書」』（角川ソフィア文庫） 2012
- 『諸家評定 戦国武士の「武士道」』（小笠原昨雲、古川哲史監修、編集・解説、羽賀久人校注、新人物往来社） 2007
- 『新訳 弓と禅　付・「武士道的な弓道」講演録』（オイゲン・ヘリゲル、角川ソフィア文庫） 2015
- 『100分de名著 宮本武蔵 五輪書 独りの道を貫け!』（日本放送協会編、NHK出版） 2016、新編 2021 - 放送テキスト

## 参考
- [ISBN　978-4-480-01527-3]
- J-global
- 放送大学